# Антипарос
Антипарос (грец. Αντιπαρος,) — острів в Кікладському архіпелазі. Відділений від острова Парос вузькою смугою моря. Площа — 35 км². Адміністративний центр — місто Антипарос.
Найвідомішою визначною пам'яткою Антипароса є сталактитова печера на пагорбі Святого Іоанна. Вхід в печеру охороняє каплиця Св. Іоанна Пещерника (Айос Іоаніс Спіліотіс).

## Історія
У стародавні часи Антипарос був дуже зеленим островом, проте пізніше з невідомої причини це змінилося і острів втратив колишню буйну рослинність. Раніше він називався Іліарос, що означало «лісистий острів».
Є припущення, що деякий час острів був єдиним з Паросом. Тут залишилися свідоцтва неолітичних поселень. В  2-му тисячоліття до н.е. острів заселяли критяни.
У 13 столітті острів, як і його сусіди, опинився під владою венеційців, а 300 роками поспіль його завоювали турки, звільнення від яких відбулося в 19 столітті.
Протягом Другої світової війни острів займали італійські солдати.